# Бассель, Нафтолий Мордухович
Нафто́лий Мо́рдухович Ба́ссель (эст. Naftoli Bassel, 21 августа 1932, Таллин — 26 февраля 2016, Таллин) — советский и эстонский литературовед, доктор филологических наук, член Союза писателей Эстонии.

## Биография
Нафтолий Бассель родился 21 августа 1932 года в Таллине в семье врачей. Его отец Мордух Самуил Бассель и мать Сара Бейла Бассель (в девичестве Тейшев) окончили медицинский факультет Тартуского университета. По национальности — еврей.
В 1941—1945 годах семья находилась в эвакуации в Челябинской области, после окончания войны вернулась в Эстонию.
В 1950 году Нафтолий Бассель окончил таллинскую среднюю школу № 32. В 1955 году завершил высшее образование на отделении русского языка и литературы историко-филологического факультета Тартуского государственного университета; в 1955—1963 годах работал школьным учителем, в 1956 году дебютировал как литературный критик в газете «Молодежь Эстонии»; в 1966 году окончил аспирантуру Института языка и литературы Академии наук ЭССР, в том же году вступил в ряды коммунистической партии Эстонии; в 1967 году защитил кандидатскую диссертацию.
В 1982 году Нафтолий Бассель получил степень доктора филологических наук; тема его диссертации —  «Типологические связи эстонской советской литературы с литературами других народов. Художественная проза» (эст. Eesti nõukogude kirjanduse tüpoloogilised suhted teiste rahvaste kirjandustega. Ilukirjanduslik proosa). С 1983 года — член Союза писателей Эстонии. Писал на русском и эстонском языках.
В 1966—1991 годах был научным сотрудником и старшим научным сотрудником Института языка и литературы Академии наук ЭССР, в 1991—1994 годах — научным сотрудником Литературного центра М. Ундер и Ф. Тугласа Академии Наук Эстонии. В 1994—2007 годах — профессор Эстоно-Американской бизнес-академии.
В 1991—1993 годах был председателем культурно-просветительного общества «Светоч»; с 1995 года — ректор Русского народного университета культуры в Эстонии, член правлений Русского исследовательского центра и Объединения русских литераторов Эстонии, председатель комитета Ф. М. Достоевского и Пушкинского комитета в Эстонии.
Умер 26 февраля 2016 года. Похоронен 3 марта 2016 года на таллинском кладбище Рахумяэ (еврейская часть кладбища).

## Награды
- 1970 — медаль «За доблестный труд» (1970)[5]

## Семья
- Мать — Сара Бейлэ Исаковна Бассель, в  девичестве Тейшева (1895—1964) — врач внутренних и детских болезней, в 1950—х годах — председатель Таллинской Врачебно-трудовой экспертной комиссии, врач 1-й Таллинской поликлиники[2].
- Отец — Мордух-Самуил Гиршевич Бассель (1893—1966)[10] — врач клиники внутренних болезней, в 1950-х годах — заведующий глазным отделением во 2-й Таллинской больнице, с 1954 года — врач Морского района города Таллина[1].
- Жена — Ита Бассель (1927—2015).